# Hyperthelia
Hyperthelia is een geslacht uit de grassenfamilie (Poaceae). De 6 soorten van dit geslacht komen voor in delen van Afrika.

## Soorten
Van het geslacht zijn de volgende soorten bekend: 
- Hyperthelia colobantha
- Hyperthelia cornucopiae
- Hyperthelia dissoluta
- Hyperthelia edulis
- Hyperthelia kottoensis
- Hyperthelia macrolepis
- Hyperthelia polychaeta